# Котюжанівська сільська рада
| Котюжанівська сільська рада — колишній орган місцевого самоврядування у Мурованокуриловецькому районі Вінницької області з адміністративним центром у с. Котюжани. Сільській раді були підпорядковані населені пункти: - с. Котюжани - с. Блакитне - с. Вільшанка |

## Склад ради
Рада складалася з 16 депутатів та голови.

## Керівний склад сільської ради
| ПІБ                    | Основні відомості                                                                                    | Дата обрання | Дата звільнення |
| ---------------------- | --- | ------------ | --------------- |
| Арнаут Микола Павлович | Сільський голова, 1960 року народження, освіта, член Народно-демократичної партії                    | 26.03.2006   | 31.10.2010      |
| Арнаут Микола Павлович | Сільський голова, 1960 року народження, освіта середня спеціальна, член Комуністичної партії України | 31.10.2010   |                 |

Примітка: таблиця складена за даними джерела